# Matthias Zimmermann (labdarúgó, 1992)
Matthias Jürgen Zimmermann (Pforzheim, 1992. június 16. –) német labdarúgó, a Fortuna Düsseldorf középpályása.